# ویتا جاکیمچوک
ویتا جاکیمچوک (انگلیسی: Vita Jakimchuk؛ زادهٔ ۷ آوریل ۱۹۸۰) ورزشکار، و اسکی‌باز صحرانوردی اهل اوکراین است.